# Championnat de France féminin de football 1997-1998
Navigation
Édition précédente Édition suivante
Le National 1A 1997-1998  est la 24e édition du championnat de France féminin de football. Le premier niveau national du championnat féminin oppose douze clubs français en une série de vingt-deux rencontres jouées durant la saison de football. Les trois dernières places du championnat sont synonymes de relégation en Nationale 1B.
Lors de l'exercice précédent, l'AS Saint-Quentin, le Montpellier Le Crès et le Stade quimperois, ont gagné le droit d'évoluer dans cette compétition à l'issue de la saison de National 1B.
À l'issue de la saison, le FC Lyon décroche le quatrième titre de champion de France de son histoire en restant invaincu tout au long de la saison. Dans le bas du classement, le Stade quimperois et le Celtic de Beaumont sont relégués après respectivement une et deux saisons au plus haut niveau, alors que le VGA Saint-Maur est relégué pour la première fois de son histoire, alors qu'il détient le record du nombre de victoires en championnat de France (6 victoires).
| \| FC Lyon Montpellier Le Crès FCF Juvisy Toulouse OAC ASJ Soyaux Saint-Brieuc SC ESOFV La Roche-sur-Yon AS Saint-Quentin USO Bruay-la-Buissière VGA Saint-Maur Stade quimperois I Celtic de Beaumont \| Localisation des clubs engagés dans le championnat. |
| FC Lyon Montpellier Le Crès FCF Juvisy Toulouse OAC ASJ Soyaux Saint-Brieuc SC ESOFV La Roche-sur-Yon AS Saint-Quentin USO Bruay-la-Buissière VGA Saint-Maur Stade quimperois I Celtic de Beaumont                                                           |

## Participants
Ce tableau présente les douze équipes qualifiées pour disputer le championnat 1997-1998. On y trouve le nom des clubs, la date de création du club, l'année de la dernière montée au sein de l'élite, leur classement de la saison précédente, le nom des stades ainsi que la capacité de ces derniers.
Légende des couleurs
- Champion de National 1A la saison précédente.
- Promu de National 1B.

| Nom du club            | Date de création | Dernière montée | Classement 1996-1997 | Stade                                | Capacité     | Victoires en championnat |
| ---------------------- | ---------------- | --------------- | -------------------- | ------------------------------------ | ------------ | ------------------------ |
| FCF Juvisy             | 1971             | 1986            | 1                    | Stade Georges Maquin                 | 2 000        | 4                        |
| Toulouse OAC           | 1980             | 1994            | 2                    | Stade de la Ramée                    | 3 000        | /                        |
| Saint-Brieuc SC        | 1973             | -               | 3                    | Stade Fred-Aubert                    | 13 500       | 1                        |
| FC Lyon                | 1970             | 1978            | 4                    | Plaine de Gerland                    | 2 200        | 3                        |
| ASJ Soyaux             | 1968             | -               | 5                    | Stade Léo Lagrange                   | 4 800        | 1                        |
| VGA Saint-Maur         | 1968             | -               | 6                    | Stade Adolphe-Chéron                 | 3 500        | 6                        |
| USO Bruay-la-Buissière | -                | 1996            | 7                    | -                                    | -            | /                        |
| ESOFV La Roche-sur-Yon | 1978             | 1996            | 8                    | Stade de Saint-André                 | 1 800        | /                        |
| Celtic de Beaumont     | 1970             | 1996            | 9                    | Stade Saint-Menet                    | -            | /                        |
| AS Saint-Quentin       | -                | 1997            | N1B                  | -                                    | -            | /                        |
| Montpellier Le Crès    | -                | 1997            | N1B                  | Stade Joseph Blanc                   | 1 000        | /                        |
| Stade quimperois       | 1971             | 1997            | N1B                  | Stade de Penvillers Stade de Kerhuel | 15 680 2 040 | /                        |

## Compétition

### Classement
Le classement est calculé avec le barème de points suivant : une victoire vaut trois points, le match nul un et la défaite zéro.
Critères de départage en cas d'égalité au classement :
1. classement aux points des matchs joués entre les clubs ex æquo ;
2. différence entre les buts marqués et les buts concédés par chacun d’eux au cours des matchs qui les ont opposés ;
3. différence entre les buts marqués et les buts concédés sur la totalité des matchs joués dans le championnat ;
4. plus grand nombre de buts marqués sur la totalité des matchs joués dans le championnat ;
5. en cas de nouvelle égalité, une rencontre supplémentaire aura lieu sur terrain neutre avec, éventuellement, l’épreuve des tirs au but.

| Rang | Équipe                 | Pts | J  | G  | N | P  | Bp | Bc | Diff |
| ---- | ---------------------- | --- | -- | -- | - | -- | -- | -- | ---- |
| 1    | FC Lyon                | 56  | 22 | 17 | 5 | 0  | 72 | 19 | +53  |
| 2    | FCF Juvisy T           | 53  | 22 | 17 | 2 | 3  | 59 | 17 | +42  |
| 3    | Toulouse OAC           | 52  | 22 | 17 | 1 | 4  | 69 | 23 | +46  |
| 4    | ESOFV La Roche-sur-Yon | 43  | 22 | 13 | 4 | 5  | 41 | 19 | +22  |
| 5    | Saint-Brieuc SC        | 39  | 22 | 12 | 3 | 7  | 57 | 32 | +25  |
| 6    | ASJ Soyaux             | 32  | 22 | 9  | 5 | 8  | 49 | 35 | +14  |
| 7    | AS Saint-Quentin P     | 23  | 22 | 7  | 2 | 13 | 30 | 50 | -20  |
| 8    | Montpellier Le Crès P  | 22  | 22 | 6  | 4 | 12 | 32 | 61 | -29  |
| 9    | USO Bruay-la-Buissière | 21  | 22 | 6  | 3 | 13 | 38 | 64 | -26  |
| 10   | VGA Saint-Maur         | 14  | 22 | 2  | 8 | 12 | 11 | 35 | -24  |
| 11   | Stade quimperois P     | 12  | 22 | 3  | 3 | 16 | 28 | 75 | -47  |
| 12   | Celtic de Beaumont     | 9   | 22 | 3  | 0 | 19 | 19 | 75 | -56  |

|  | Relégué en National 1B. |
|  | T Tenant du titre. P Promu de National 1B. Pts points ; G victoires ; N match nuls ; P défaites Bp buts marqués ; Bc buts encaissés ; Diff différence de buts |

### Résultats
Source : Erik Garin et Hervé Morard, « France - List of Women Final Tables », sur rsssf.com
| Résultats (▼dom., ►ext.)                                   | Bru | Juv | RsY | Lyo | Bea | Mon | Qui | S-B | S-M | S-Q | Soy | Tou |
| USO Bruay-la-Buissière                                     |     | 0-2 | 1-3 | 1-2 | 3-0 | 4-3 | 0-3 | 2-1 | 3-3 | 2-1 | 2-7 | 3-0 |
| FCF Juvisy                                                 | 2-1 |     | 1-2 | 1-1 | 8-0 | 6-0 | 2-1 | 3-1 | 1-0 | 2-0 | 2-1 | 1-0 |
| ESOFV La Roche-sur-Yon                                     | 4-3 | 1-2 |     | 0-0 | 3-0 | 2-0 | 4-0 | 1-1 | 4-0 | 3-0 | 2-0 | 1-3 |
| FC Lyon                                                    | 6-2 | 1-0 | 2-1 |     | 2-1 | 2-2 | 8-1 | 5-0 | 4-0 | 2-0 | 3-3 | 3-0 |
| Celtic de Beaumont                                         | 3-2 | 1-4 | 0-3 | 0-3 |     | 1-2 | 3-1 | 1-2 | 1-0 | 1-6 | 0-4 | 1-8 |
| Montpellier Le Crès                                        | 3-0 | 2-6 | 0-1 | 2-6 | 2-1 |     | 3-0 | 0-3 | 3-0 | 2-3 | 2-2 | 2-4 |
| Stade quimperois                                           | 3-4 | 1-4 | 1-2 | 0-4 | 5-1 | 1-1 |     | 0-2 | 1-1 | 2-0 | 5-6 | 0-8 |
| Saint-Brieuc SC                                            | 9-2 | 2-1 | 1-1 | 1-3 | 5-1 | 7-1 | 5-1 |     | 4-0 | 2-3 | 1-0 | 2-4 |
| VGA Saint-Maur                                             | 1-1 | 1-2 | 0-0 | 0-2 | 1-0 | 0-1 | 2-2 | 0-0 |     | 0-0 | 0-0 | 0-3 |
| AS Saint-Quentin                                           | 4-0 | 0-6 | 0-2 | 1-8 | 4-1 | 1-1 | 3-0 | 0-4 | 0-2 |     | 2-0 | 0-5 |
| ASJ Soyaux                                                 | 1-1 | 1-1 | 1-0 | 1-3 | 3-1 | 7-0 | 5-0 | 0-2 | 2-0 | 4-2 |     | 1-4 |
| Toulouse OAC                                               | 3-1 | 0-2 | 3-1 | 2-2 | 4-1 | 4-0 | 7-0 | 3-2 | 1-0 | 1-0 | 2-0 |     |
| - Victoire à domicile - Match nul - Victoire à l'extérieur |     |     |     |     |     |     |     |     |     |     |     |     |

## Bilan de la saison
| Championnat de France féminin de football 1997-1998 |                    |
| Champion                                            | FC Lyon (4e titre) |
| Dauphin                                             | FCF Juvisy         |
| Promotions et relégations                           |                    |
| Promus en National 1A                               | CBOSL Football     |
| Promus en National 1A                               | US Orléans         |
| Promus en National 1A                               | Caluire SCSC       |
| Relégués en National 1B                             | VGA Saint-Maur     |
| Relégués en National 1B                             | Stade quimperois   |
| Relégués en National 1B                             | Celtic de Beaumont |